# 234026 Unioneastrofili
234026 Unioneastrofili è un asteroide della fascia principale. Scoperto nel 1998, presenta un'orbita caratterizzata da un semiasse maggiore pari a 2,2000328 UA e da un'eccentricità di 0,2024993, inclinata di 2,67939° rispetto all'eclittica.